# Santino Quaranta
Santino Quaranta (Baltimora, 14 ottobre 1984) è un ex calciatore statunitense di origini italiane, centrocampista-attaccante.

## Caratteristiche tecniche
Nel 2001 è stato inserito nella lista dei migliori calciatori stilata da Don Balón.

## Carriera
Ha iniziato la sua carriera professionistica nel 2001 nel D.C. United, prima di trasferirsi ai Los Angeles Galaxy nel 2006. Nel 2007 ha giocato per i New York Red Bulls prima di tornare al D.C. United dove ha disputato quattro stagioni. Ha giocato inoltre 15 partite per la nazionale statunitense, segnando anche un goal.

## Statistiche

### Cronologia presenze e reti in nazionale
| Cronologia completa delle presenze e delle reti in nazionale ― Stati Uniti | Cronologia completa delle presenze e delle reti in nazionale ― Stati Uniti | Cronologia completa delle presenze e delle reti in nazionale ― Stati Uniti | Cronologia completa delle presenze e delle reti in nazionale ― Stati Uniti | Cronologia completa delle presenze e delle reti in nazionale ― Stati Uniti | Cronologia completa delle presenze e delle reti in nazionale ― Stati Uniti | Cronologia completa delle presenze e delle reti in nazionale ― Stati Uniti | Cronologia completa delle presenze e delle reti in nazionale ― Stati Uniti |
| Data                                                                       | Città                                                                      | In casa                                                                    | Risultato                                                                  | Ospiti                                                                     | Competizione                                                               | Reti                                                                       | Note                                                                       |
| -------------------------------------------------------------------------- | -------------------------------------------------------------------------- | -------------------------------------------------------------------------- | -------------------------------------------------------------------------- | -------------------------------------------------------------------------- | -------------------------------------------------------------------------- | -------------------------------------------------------------------------- | -------------------------------------------------------------------------- |
| 7-7-2005                                                                   | Seattle                                                                    | Stati Uniti                                                                | 4 – 1                                                                      | Cuba                                                                       | Gold Cup 2005 - 1º turno                                                   | -                                                                          |                                                                            |
| 16-7-2005                                                                  | Foxborough                                                                 | Stati Uniti                                                                | 3 – 1                                                                      | Giamaica                                                                   | Gold Cup 2005 - Quarto di finale                                           | -                                                                          |                                                                            |
| 24-7-2005                                                                  | East Rutherford                                                            | Stati Uniti                                                                | 0 – 0 dts (3 - 1 dtr)                                                      | Panama                                                                     | Gold Cup 2005 - Finale                                                     | -                                                                          | 62’                                                                        |
| 17-8-2005                                                                  | Hartford                                                                   | Stati Uniti                                                                | 1 – 0                                                                      | Trinidad e Tobago                                                          | Qual. Mondiali 2006                                                        | -                                                                          | 71’                                                                        |
| 3-9-2005                                                                   | Columbus                                                                   | Stati Uniti                                                                | 2 – 0                                                                      | Messico                                                                    | Qual. Mondiali 2006                                                        | -                                                                          | 78’                                                                        |
| 7-9-2005                                                                   | Città del Guatemala                                                        | Guatemala                                                                  | 0 – 0                                                                      | Stati Uniti                                                                | Qual. Mondiali 2006                                                        | -                                                                          | 64’                                                                        |
| 8-10-2005                                                                  | San José                                                                   | Costa Rica                                                                 | 3 – 0                                                                      | Stati Uniti                                                                | Qual. Mondiali 2006                                                        | -                                                                          | 61’                                                                        |
| 12-10-2005                                                                 | Washington                                                                 | Stati Uniti                                                                | 2 – 0                                                                      | Panama                                                                     | Qual. Mondiali 2006                                                        | -                                                                          |                                                                            |
| 12-11-2005                                                                 | Glasgow                                                                    | Scozia                                                                     | 1 – 1                                                                      | Stati Uniti                                                                | Amichevole                                                                 | -                                                                          | 46’                                                                        |
| 29-1-2006                                                                  | Carson                                                                     | Stati Uniti                                                                | 5 – 0                                                                      | Norvegia                                                                   | Amichevole                                                                 | -                                                                          | 70’ 82’                                                                    |
| 19-2-2006                                                                  | Frisco                                                                     | Stati Uniti                                                                | 4 – 0                                                                      | Guatemala                                                                  | Amichevole                                                                 | -                                                                          | 71’                                                                        |
| 8-7-2009                                                                   | Washington                                                                 | Stati Uniti                                                                | 4 – 0                                                                      | Honduras                                                                   | Gold Cup 2009 - 1º turno                                                   | 1                                                                          |                                                                            |
| 11-7-2009                                                                  | Foxborough                                                                 | Stati Uniti                                                                | 2 – 2                                                                      | Haiti                                                                      | Gold Cup 2009 - 1º turno                                                   | -                                                                          | 63’                                                                        |
| 23-7-2009                                                                  | Chicago                                                                    | Honduras                                                                   | 0 – 2                                                                      | Stati Uniti                                                                | Gold Cup 2009 - Semifinale                                                 | -                                                                          | 77’                                                                        |
| 26-7-2009                                                                  | East Rutherford                                                            | Stati Uniti                                                                | 0 – 5                                                                      | Messico                                                                    | Gold Cup 2009 - Finale                                                     | -                                                                          | 65’                                                                        |
| Totale                                                                     |                                                                            | Presenze                                                                   | 15                                                                         |                                                                            | Reti                                                                       | 1                                                                          |                                                                            |

## Palmarès

### Club

#### Competizioni nazionali
- Campionato MLS: 1

D.C United: 2004
- MLS Supporters' Shield: 1

D.C United: 2006
- U.S. Open Cup: 1

D.C United: 2008